# Allende, La Trinitaria
Allende är en ort i Mexiko.   Den ligger i kommunen La Trinitaria och delstaten Chiapas, i den sydöstra delen av landet, 800 km öster om huvudstaden Mexico City. Allende ligger 1 589 meter över havet och antalet invånare är 703.
Terrängen runt Allende är kuperad söderut, men norrut är den platt. Runt Allende är det ganska glesbefolkat, med 42 invånare per kvadratkilometer. Närmaste större samhälle är Comitán, 18,3 km nordväst om Allende. I omgivningarna runt Allende växer huvudsakligen savannskog.